# Südostdeutsche Fußballmeisterschaft 1923/24

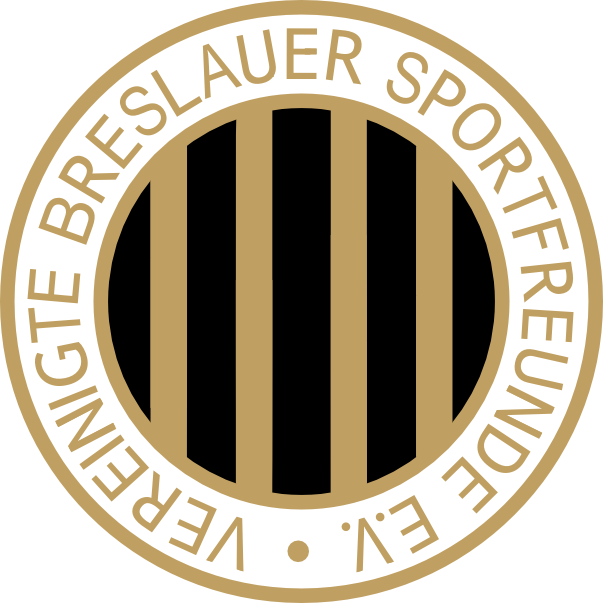
Vereinigte Breslauer Sportfreunde – Südostdeutscher Meister 1924

Die südostdeutsche Fußballmeisterschaft 1923/24 war die dreizehnte Austragung der südostdeutschen Fußballmeisterschaft des Südostdeutschen Fußball-Verbandes (SOFV). Die Meisterschaft gewannen zum fünften Mal hintereinander die Vereinigten Breslauer Sportfreunde. Durch den Gewinn dieser Verbandsmeisterschaft qualifizierten sich die Breslauer für die deutsche Fußballmeisterschaft 1923/24, bei der sie im Viertelfinale gegen den Hamburger SV mit 0:3 verloren.

## Modus
Die Fußballmeisterschaft wurde in diesem Jahr erneut in fünf regionalen Meisterschaften ausgespielt, deren Sieger für die Endrunde qualifiziert waren. Bis auf den Bezirk Oberlausitz gab es in allen anderen Regionen regionale Unterteilungen der obersten Liga.
| Bezirk          | Bezirksmeister                    | Bezirkseinteilung                                                    |
| --------------- | --------------------------------- | -------------------------------------------------------------------- |
| Niederlausitz   | FC Viktoria Forst                 | Forst, Cottbus, Senftenberg                                          |
| Oberlausitz     | Saganer SV                        |                                                                      |
| Niederschlesien | SC Jauer                          | Abteilung A, Abteilung B, Abteilung C                                |
| Mittelschlesien | Vereinigte Breslauer Sportfreunde | Breslau, Oels (Oels, Militsch, Namslau), Brieg, Münsterberg          |
| Oberschlesien   | SC Vorwärts Gleiwitz              | Beuthen, Gleiwitz (Ost, West), Ratibor (Nord, Süd), Oppeln, Neustadt |

## Bezirksliga Niederlausitz
Die Bezirksliga Niederlausitz wurde erneut in drei regionalen Gauligen ausgespielt, deren Sieger in einer Finalrunde aufeinander trafen. Es setzte sich der FC Viktoria Forst durch und wurde somit zum vierten Mal Niederlausitzer Fußballmeister.

### Gau Forst
| Pl. | Verein               | Sp. | S | U | N | Tore    | Quote | Punkte |
| --- | -------------------- | --- | - | - | - | ------- | ----- | ------ |
| 1.  | FC Viktoria Forst    | 10  | 9 | 1 | 0 | 050:160 | 3,13  | 19:10  |
| 2.  | FC Deutschland Forst | 10  | 7 | 1 | 2 | 030:170 | 1,76  | 15:50  |
| 3.  | FC Askania Forst     | 10  | 4 | 1 | 5 | 022:220 | 1,00  | 09:11  |
| 4.  | SV Amicitia Forst    | 10  | 3 | 1 | 6 | 021:340 | 0,62  | 07:13  |
| 5.  | VfB 1901 Forst       | 10  | 2 | 2 | 6 | 016:350 | 0,46  | 06:14  |
| 6.  | 1. FC Guben          | 10  | 2 | 0 | 8 | 017:320 | 0,53  | 04:16  |

| (N) | Aufsteiger aus der Kreisklasse |

Relegationsspiele:
Es gab mehrere Relegationsspiele zwischen dem Letztplatzierten der Gauliga und den Siegern der Kreisklassen. Am Ende stiegen alle drei Kreisligisten auf und der 1. FC Guben in die Kreisliga Guben ab.
| Datum             |                     | Ergebnis |                     | Ort   |
| ----------------- | ------------------- | -------- | ------------------- | ----- |
| 22. Juni 1924     | 1. FC Guben         | 2:5      | TV 1861 Forst       | Guben |
| 29. Juni 1924     | TV 1861 Forst       | 3:0      | 1. FC Guben         | Forst |
| 12. August 1924   | SpVgg 1912/15 Guben | 2:2      | 1. FC Guben         | Guben |
| 18. August 1924   | 1. FC Guben         | 0:0      | SV Fortuna Forst    | Guben |
| 24. August 1924   | SV Fortuna Forst    | 1:1      | SpVgg 1912/15 Guben | Forst |
| 31. August 1924   | SpVgg 1912/15 Guben | 2:0      | 1. FC Guben         | Guben |
| 7. September 1924 | SV Fortuna Forst    | 2:1      | 1. FC Guben         | Forst |

### Gau Cottbus
| Pl. | Verein                 | Sp. | S | U | N | Tore    | Quote | Punkte |
| --- | ---------------------- | --- | - | - | - | ------- | ----- | ------ |
| 1.  | Cottbuser FV 98 (M)    | 9   | 5 | 1 | 3 | 023:100 | 2,30  | 11:70  |
| 2.  | FV Brandenburg Cottbus | 7   | 4 | 1 | 2 | 024:900 | 2,67  | 09:50  |
| 3.  | SC Viktoria Cottbus    | 7   | 2 | 3 | 2 | 018:190 | 0,95  | 07:70  |
| 4.  | SC Union Cottbus       | 7   | 3 | 1 | 3 | 015:220 | 0,68  | 07:70  |
| 5.  | SC Wacker Ströbitz     | 9   | 3 | 1 | 5 | 018:310 | 0,58  | 07:11  |
| 6.  | TV 1861 Cottbus        | 5   | 2 | 1 | 2 | 010:130 | 0,77  | 05:50  |
| 7.  | Cottbuser SC           | 6   | 1 | 2 | 3 | 011:150 | 0,73  | 04:80  |

| (M) | Titelverteidiger Bezirk |

Entscheidungsspiel Platz 1:
| Datum           |                 | Ergebnis |                        | Ort     |
| --------------- | --------------- | -------- | ---------------------- | ------- |
| 27. Januar 1924 | Cottbuser FV 98 | 4:1      | FV Brandenburg Cottbus | Cottbus |

### Gau Senftenberg
| Pl. | Verein                  | Sp. | S | U | N | Tore    | Quote | Punkte |
| --- | ----------------------- | --- | - | - | - | ------- | ----- | ------ |
| 1.  | VfB Senftenberg         | 7   | 6 | 0 | 1 | 015:700 | 2,14  | 12:20  |
| 2.  | SC Corona Neupetershain | 6   | 4 | 0 | 2 | 009:200 | 4,50  | 08:40  |
| 3.  | SV Hoyerswerda 19       | 6   | 3 | 1 | 2 | 008:100 | 0,80  | 07:50  |
| 4.  | FC Viktoria Kostebrau   | 6   | 3 | 0 | 3 | 008:100 | 0,80  | 06:60  |
| 5.  | SC Hertha Hörlitz (N)   | 6   | 2 | 1 | 3 | 010:150 | 0,67  | 05:70  |
| 6.  | VfB Klettwitz           | 6   | 0 | 0 | 6 | 009:150 | 0,60  | 0:12   |

| (N) | Aufsteiger aus der Kreisklasse |

Entscheidungsspiel Platz 1:
|                 | Ergebnis |                         |
| --------------- | -------- | ----------------------- |
| VfB Senftenberg | 1:3      | SC Corona Neupetershain |

### Niederlausitzer Bezirksmeisterschaft
| Pl. | Verein                                           | Sp. | S | U | N | Tore    | Quote | Punkte |
| --- | ------------------------------------------------ | --- | - | - | - | ------- | ----- | ------ |
| 1.  | FC Viktoria Forst (Sieger Gau Forst)             | 2   | 2 | 0 | 0 | 014:200 | 7,00  | 04:0   |
| 2.  | Cottbuser FV 98 (M) (Sieger Gau Cottbus)         | 2   | 1 | 0 | 1 | 006:700 | 0,86  | 02:20  |
| 3.  | SC Corona Neupetershain (Sieger Gau Senftenberg) | 2   | 0 | 0 | 2 | 001:120 | 0,08  | 0:40   |

| (M) | Titelverteidiger Bezirk |

## Bezirksliga Oberlausitz
Die Bezirksliga Oberlausitz wurde in mit folgendem Tabellenstand beendet. Der Saganer SV wurde zum zweiten Mal Oberlausitzer Fußballmeister.
| Pl. | Verein                       | Sp. | S  | U | N | Tore    | Quote | Punkte |
| --- | ---------------------------- | --- | -- | - | - | ------- | ----- | ------ |
| 1.  | Saganer SV                   | 12  | 10 | 1 | 1 | 040:130 | 3,08  | 21:30  |
| 2.  | VfB Lauban                   | 12  | 7  | 2 | 3 | 015:190 | 0,79  | 16:80  |
| 3.  | Görlitzer SV 19 (N)          | 12  | 5  | 4 | 3 | 020:230 | 0,87  | 14:10  |
| 4.  | STC Görlitz (M)              | 12  | 4  | 2 | 6 | 021:130 | 1,62  | 10:14  |
| 5.  | VfB Sorau                    | 12  | 5  | 0 | 7 | 014:250 | 0,56  | 10:14  |
| 6.  | Sportfreunde Seifersdorf (N) | 12  | 4  | 1 | 7 | 019:280 | 0,68  | 09:15  |
| 7.  | Gelb-Weiß Görlitz A          | 12  | 1  | 2 | 9 | 010:180 | 0,56  | 04:20  |
| 8.  | SV Hirschberg 1919 (N)       | 0   | 0  | 0 | 0 | 000:000 | 1,00  | 0:0    |

| (M) | Titelverteidiger Bezirk        |
| (N) | Aufsteiger aus der Kreisklasse |

Relegationsspiele:
Der SC Halbau ging siegreich aus der Relegation hervor, verzichtete jedoch auf den aufstieg, so dass der SV Hirschberg die Klasse hielt.
| Datum         |                    | Ergebnis |                | Ort        |
| ------------- | ------------------ | -------- | -------------- | ---------- |
| 29. Juni 1924 | SV Hirschberg 1919 | B 0:0 B  | SV Halbau      | Hirschberg |
| 6. Juli 1924  | SV Halbau          | 2:2      | STC Hirschberg | Halbau     |

## Bezirksliga Niederschlesien
Die Bezirksliga Niederschlesien wurde diese Saison in drei Staffeln ausgetragen, deren Sieger Entscheidungsspiele austrugen. Der SC Jauer gewann zum ersten und einzigen Mal die Meisterschaft.

### Abteilung A
| Pl. | Verein                    | Sp. | S | U | N | Tore    | Quote | Punkte |
| --- | ------------------------- | --- | - | - | - | ------- | ----- | ------ |
| 1.  | SC Jauer                  | 6   | 4 | 2 | 0 | 015:500 | 3,00  | 10:20  |
| 2.  | FC Blitz Liegnitz         | 6   | 3 | 2 | 1 | 009:700 | 1,29  | 08:40  |
| 3.  | SpVgg 1896 Liegnitz C (M) | 6   | 1 | 2 | 3 | 007:100 | 0,70  | 04:80  |
| 4.  | SpVgg Schupo Liegnitz     | 6   | 1 | 0 | 5 | 005:140 | 0,36  | 02:10  |

| (M) | Titelverteidiger Bezirk |

### Abteilung B
| Pl. | Verein                                 | Sp. | S | U | N | Tore    | Quote | Punkte |
| --- | -------------------------------------- | --- | - | - | - | ------- | ----- | ------ |
| 1.  | DSC Neusalz D                          | 4   | 3 | 1 | 0 | 009:300 | 3,00  | 07:10  |
| 2.  | Vereinigte Sportfreunde Preußen Wohlau | 4   | 1 | 1 | 2 | 006:110 | 0,55  | 03:50  |
| 3.  | FV 1920 Züllichau                      | 2   | 1 | 0 | 1 | 002:000 | ∞     | 02:20  |
| 4.  | Vereinigte Grünberger Sportfreunde     | 2   | 0 | 0 | 2 | 002:500 | 0,40  | 0:40   |

### Abteilung C
| Pl. | Verein                     | Sp. | S | U | N | Tore    | Quote | Punkte |
| --- | -------------------------- | --- | - | - | - | ------- | ----- | ------ |
| 1.  | Waldenburger SV 09         | 6   | 4 | 1 | 1 | 015:800 | 1,88  | 09:30  |
| 2.  | SV Silesia Freiburg        | 6   | 3 | 2 | 1 | 013:110 | 1,18  | 08:40  |
| 3.  | FC Sportfreunde Waldenburg | 6   | 3 | 1 | 2 | 009:700 | 1,29  | 07:50  |
| 4.  | SpVgg 1908 Reichenbach     | 6   | 0 | 0 | 6 | 006:170 | 0,35  | 0:12   |

### Niederschlesische Bezirksmeisterschaft
Vorrunde:
| Datum             |                    | Ergebnis |             | Ort      |
| ----------------- | ------------------ | -------- | ----------- | -------- |
| 9. Dezember 1923  | SC Jauer           | 11:30    | DSC Neusalz | Glogau   |
| 16. Dezember 1923 | Waldenburger SV 09 | E 0:0 E  | DSC Neusalz | Liegnitz |

Finale:
| Datum           |          | Ergebnis |                    | Ort      |
| --------------- | -------- | -------- | ------------------ | -------- |
| 20. Januar 1924 | SC Jauer | 4:0      | Waldenburger SV 09 | Striegau |

## 1. Klasse Mittelschlesien
Die mittelschlesische Meisterschaft wurde zuerst in vier regionale Gauligen ausgetragen, deren Sieger für die Finalrunde qualifiziert waren. Anders als in den Vorjahren war der Gau Breslau wieder zu einer Gruppe zusammengefasst, dafür wurde der Gau Oels in drei verschiedene Gruppen eingeteilt. Die Vereinigten Sportfreunde Breslau wurden zum dritten Mal hintereinander Mittelschlesischer Meister.

### A-Liga Breslau
| Pl. | Verein                                     | Sp. | S  | U | N  | Tore    | Quote | Punkte |
| --- | ------------------------------------------ | --- | -- | - | -- | ------- | ----- | ------ |
| 1.  | Vereinigte Breslauer Sportfreunde (M, SOM) | 15  | 11 | 2 | 2  | 056:250 | 2,24  | 24:60  |
| 2.  | Breslauer SC 08                            | 16  | 11 | 0 | 5  | 051:260 | 1,96  | 22:10  |
| 3.  | Breslauer SpVgg 05 Komet                   | 15  | 8  | 3 | 4  | 026:180 | 1,44  | 19:11  |
| 4.  | Breslauer FV 06                            | 16  | 8  | 1 | 7  | 028:280 | 1,00  | 17:15  |
| 5.  | SC Hertha Breslau                          | 16  | 6  | 4 | 6  | 028:240 | 1,17  | 16:16  |
| 6.  | SC Vorwärts Breslau                        | 16  | 5  | 4 | 7  | 020:300 | 0,67  | 14:18  |
| 7.  | VfB Breslau                                | 16  | 5  | 2 | 9  | 019:350 | 0,54  | 12:20  |
| 8.  | SC Germania Breslau                        | 16  | 3  | 3 | 10 | 025:470 | 0,53  | 09:23  |
| 9.  | SC Alemannia Breslau                       | 16  | 3  | 3 | 10 | 019:390 | 0,49  | 09:23  |

| (SOM) | südostdeutscher Titelverteidiger |
| (M)   | Titelverteidiger Bezirk          |

Entscheidungsspiel Platz 8:
| Datum         |                     | Ergebnis |                      | Ort     |
| ------------- | ------------------- | -------- | -------------------- | ------- |
| 15. Juni 1924 | SC Germania Breslau | 0:2      | SC Alemannia Breslau | Breslau |

Relegationsspiele:
Das Hinspiel fand am 22. Juni 1924, das Rückspiel am 29. Juni 1924 statt.
|                                    | Gesamt |                                            | Hinspiel | Rückspiel |
| ---------------------------------- | ------ | ------------------------------------------ | -------- | --------- |
| FC Rapid Breslau (Sieger B-Klasse) | 2:1    | SC Alemannia Breslau (Vorletzter A-Klasse) | 0:0      | 2:1       |

### Gau Oels
Folgende Sieger qualifizierten sich für Meisterschaft Oels:
| Gruppe Oels:     | SC Vorwärts Oels      |
| Gruppe Namslau:  | SC Preußen Namslau    |
| Gruppe Militsch: | SC Preußen Festenberg |

Vorrunde:
| Datum                                 |                    | Ergebnis |                       | Ort     |
| ------------------------------------- | ------------------ | -------- | --------------------- | ------- |
| 16. Dezember 1923                     | SC Preußen Namslau | 2:3      | SC Preußen Festenberg | Namslau |
| SC Vorwärts Oels erhielt ein Freilos. |                    |          |                       |         |

Finale:
| Datum            |                       | Ergebnis  |                  | Ort        |
| ---------------- | --------------------- | --------- | ---------------- | ---------- |
| 24. Februar 1924 | SC Preußen Festenberg | 2:3 n. V. | SC Vorwärts Oels | Festenberg |

### Gau Brieg
| Pl. | Verein                 | Sp. | S | U | N | Tore    | Quote | Punkte |
| --- | ---------------------- | --- | - | - | - | ------- | ----- | ------ |
| 1.  | SC Brega Brieg         | 7   | 5 | 1 | 1 | 025:600 | 4,17  | 11:30  |
| 2.  | SV Hertha Südost Brieg | 7   | 5 | 1 | 1 | 019:700 | 2,71  | 11:30  |
| 3.  | SSC Brieg              | 5   | 3 | 0 | 2 | 014:800 | 1,75  | 06:40  |
| 4.  | SC Preußen Brieg       | 5   | 1 | 0 | 4 | 002:220 | 0,09  | 02:80  |
| 5.  | TV Brieg               | 8   | 1 | 0 | 7 | 009:260 | 0,35  | 02:14  |

Entscheidungsspiel Platz 1:

Das Hinspiel fand am 3. Februar 1924, das Rückspiel am 24. Februar 1924 statt.
|                        | Gesamt |                | Hinspiel | Rückspiel |
| ---------------------- | ------ | -------------- | -------- | --------- |
| SV Hertha Südost Brieg | 0:5    | SC Brega Brieg | 0:0      | 0:5       |

### Gau Münsterberg
| Pl. | Verein                             | Sp. | S | U | N | Tore    | Quote | Punkte |
| --- | ---------------------------------- | --- | - | - | - | ------- | ----- | ------ |
| 1.  | Vereinigte Strehlener Sportfreunde | 5   | 3 | 1 | 1 | 014:500 | 2,80  | 07:30  |
| 2.  | RSV Hertha Münsterberg             | 4   | 2 | 1 | 1 | 006:500 | 1,20  | 05:30  |
| 3.  | SuSV 1910 Frankenstein             | 4   | 1 | 1 | 2 | 010:130 | 0,77  | 03:50  |
| 4.  | VfB Glatz                          | 5   | 1 | 1 | 3 | 008:150 | 0,53  | 03:70  |
| 5.  | Sportfreunde Münsterberg           | 0   | 0 | 0 | 0 | 000:000 | 1,00  | 0:0    |

### Mittelschlesische Bezirksmeisterschaft
Vorrunde:
| Datum        |                                    | Ergebnis |                                                       | Ort   |
| ------------ | ---------------------------------- | -------- | ----------------------------------------------------- | ----- |
| 2. März 1924 | SC Vorwärts Oels (Sieger Gau Oels) | 1:0      | Vgt. Strehlener Sportfreunde (Sieger Gau Münsterberg) | Oels  |
| 9. März 1924 | SC Brega Brieg (Sieger Gau Brieg)  | 3:5      | Vgt. Sportfreunde Breslau (Sieger Gau Breslau)        | Brieg |

Finale:
| Datum         |                             | Ergebnis |                  | Ort     |
| ------------- | --------------------------- | -------- | ---------------- | ------- |
| 16. März 1924 | Vgt. Breslauer Sportfreunde | 9:0      | SC Vorwärts Oels | Breslau |

## A-Klasse Oberschlesien
Die oberschlesische Meisterschaft wurde zuerst in fünf regionalen Gauklassen ausgetragen, deren Sieger sich für die Finalrunde qualifizierten. Der Gau Beuthen wurde wieder in einer Gruppe ausgetragen, dafür waren der Gau Gleiwitz und der Gau Ratibor jeweils in zwei Gruppen geteilt, deren Sieger in einem Entscheidungsspiel den jeweiligen Gaumeister ermittelten. Oberschlesischer Meister wurde zum ersten Mal der SC Vorwärts Gleiwitz.

### Gau Beuthen
| Pl. | Verein                    | Sp. | S | U | N | Tore    | Quote | Punkte |
| --- | ------------------------- | --- | - | - | - | ------- | ----- | ------ |
| 1.  | Beuthener SuSV 09 (M)     | 10  | 9 | 0 | 1 | 044:800 | 5,50  | 18:20  |
| 2.  | VfB 1918 Beuthen          | 10  | 8 | 0 | 2 | 034:200 | 1,70  | 16:40  |
| 3.  | FC Wacker Beuthen         | 9   | 5 | 0 | 4 | 022:120 | 1,83  | 10:80  |
| 4.  | Sportfreunde Roßberg      | 10  | 4 | 0 | 6 | 016:200 | 0,80  | 08:12  |
| 5.  | FC Preußen Schomberg F    | 8   | 1 | 0 | 7 | 008:340 | 0,24  | 02:14  |
| 6.  | Sportfreunde Mikultschütz | 9   | 1 | 0 | 8 | 010:400 | 0,25  | 02:16  |

| (M) | Titelverteidiger Bezirk |

Relegationsspiele:
| Datum          |                  | Ergebnis |                           | Ort     |
| -------------- | ---------------- | -------- | ------------------------- | ------- |
| 3. August 1924 | VfR 1920 Beuthen | 0:0 G    | FC Preußen Schomberg      | Beuthen |
| 3. August 1924 | SV Borsigwerk    | 2:1      | Sportfreunde Mikultschütz | Beuthen |

### Gau Gleiwitz

#### Gleiwitz Ostkreis
| Pl. | Verein               | Sp. | S | U | N | Tore    | Quote | Punkte |
| --- | -------------------- | --- | - | - | - | ------- | ----- | ------ |
| 1.  | SC Vorwärts Gleiwitz | 2   | 1 | 1 | 0 | 006:400 | 1,50  | 03:10  |
| 2.  | SC Preußen Zaborze   | 2   | 0 | 1 | 1 | 004:600 | 0,67  | 01:30  |
| 3.  | RV 09 Gleiwitz       | 0   | 0 | 0 | 0 | 000:000 | 1,00  | 0:0    |

Entscheidungsspiel Platz 1:
| Datum           |                      | Ergebnis |                    | Ort      |
| --------------- | -------------------- | -------- | ------------------ | -------- |
| 13. Januar 1924 | SC Vorwärts Gleiwitz | 3:1      | SC Preußen Zaborze | Gleiwitz |

#### Gleiwitz Westkreis
| Pl. | Verein                             | Sp. | S | U | N | Tore    | Quote | Punkte |
| --- | ---------------------------------- | --- | - | - | - | ------- | ----- | ------ |
| 1.  | SpVgg Deichsel Hindenburg (N)      | 4   | 2 | 1 | 1 | 006:300 | 2,00  | 05:30  |
| 2.  | VfB 1910 Gleiwitz                  | 4   | 2 | 1 | 1 | 007:500 | 1,40  | 05:30  |
| 3.  | Vereinigte Gleiwitzer Sportfreunde | 4   | 1 | 0 | 3 | 000:500 | 0,00  | 02:60  |
| 4.  | VfR 1919 Gleiwitz                  | 0   | 0 | 0 | 0 | 000:000 | 1,00  | 0:0    |

| (N) | Aufsteiger aus der Kreisklasse |

Entscheidungsspiel Platz 1:
| Datum             |                           | Ergebnis |                   | Ort        |
| ----------------- | ------------------------- | -------- | ----------------- | ---------- |
| 30. Dezember 1923 | SpVgg Deichsel Hindenburg | 0:0 H    | VfB 1910 Gleiwitz | Hindenburg |

#### Meisterschaft Gleiwitz
Das Hinspiel fand am 20. Januar 1924 in Gleiwitz, das Rückspiel am 16. März 1924 in Hindenburg statt.
|                      | Gesamt |                           | Hinspiel | Rückspiel |
| -------------------- | ------ | ------------------------- | -------- | --------- |
| SC Vorwärts Gleiwitz | 4:0    | SpVgg Deichsel Hindenburg | 1:0      | 3:0       |

### Gau Ratibor

#### Ratibor Nord
Drei Spiele wurden als Niederlage für je beide teilnehmenden Mannschaften gewertet.
| Pl. | Verein                          | Sp. | S | U | N | Tore    | Quote | Punkte |
| --- | ------------------------------- | --- | - | - | - | ------- | ----- | ------ |
| 1.  | Vereinigte Coseler Sportfreunde | 4   | 4 | 0 | 0 | 014:300 | 4,67  | 08:0   |
| 2.  | FC Vorwärts Kandrzin (N)        | 5   | 1 | 0 | 4 | 003:700 | 0,43  | 02:80  |
| 3.  | SuSV Reinschdorf (N)            | 5   | 1 | 0 | 4 | 003:800 | 0,38  | 02:80  |
| 4.  | MTV Vorwärts Cosel (N)          | 6   | 1 | 0 | 5 | 004:600 | 0,67  | 02:10  |

| (N) | Aufsteiger aus der Kreisklasse |

#### Ratibor Süd
| Pl. | Verein                    | Sp. | S | U | N | Tore    | Quote | Punkte |
| --- | ------------------------- | --- | - | - | - | ------- | ----- | ------ |
| 1.  | SpVgg Ratibor 03          | 8   | 5 | 2 | 1 | 012:100 | 1,20  | 12:40  |
| 2.  | SV 1919 Ostrog            | 8   | 4 | 2 | 2 | 010:200 | 5,00  | 10:60  |
| 3.  | TV Jugendhort Ratibor (N) | 8   | 4 | 0 | 4 | 006:800 | 0,75  | 08:80  |
| 4.  | SV Schlesien Ratibor      | 8   | 2 | 1 | 5 | 004:100 | 0,40  | 05:11  |
| 5.  | SV Preußen Ratibor        | 8   | 2 | 1 | 5 | 001:300 | 0,33  | 05:11  |

| (N) | Aufsteiger aus der Kreisklasse |

#### Meisterschaft Ratibor
Das Hinspiel fand am 17. Februar 1924 in Ratibor, das Rückspiel am 23. März 1924 in Cosel statt.
|                  | Gesamt |                                 | Hinspiel | Rückspiel |
| ---------------- | ------ | ------------------------------- | -------- | --------- |
| SpVgg Ratibor 03 | 13:30  | Vereinigte Coseler Sportfreunde | 10:10    | 3:2       |

### Gau Oppeln
| Pl. | Verein                            | Sp. | S  | U | N | Tore    | Quote | Punkte |
| --- | --------------------------------- | --- | -- | - | - | ------- | ----- | ------ |
| 1.  | SpVgg 1911 Kreuzburg              | 12  | 11 | 0 | 1 | 053:500 | 10,60 | 22:20  |
| 2.  | VfR Oppeln                        | 11  | 9  | 0 | 2 | 028:130 | 2,15  | 18:40  |
| 3.  | Verein Oppelner Sportfreunde 1919 | 11  | 6  | 2 | 3 | 020:100 | 2,00  | 14:80  |
| 4.  | VfB Zawadzki (N)                  | 9   | 3  | 1 | 5 | 007:240 | 0,29  | 07:11  |
| 5.  | SV Diana Oppeln (N)               | 11  | 3  | 0 | 8 | 017:280 | 0,61  | 06:16  |
| 6.  | SV 1912 Königlich Neudorf (N)     | 10  | 1  | 2 | 7 | 007:370 | 0,19  | 04:16  |
| 7.  | VfB Groß Strehlitz (N)            | 10  | 1  | 1 | 8 | 010:250 | 0,40  | 03:17  |

| (N) | Aufsteiger aus der Kreisklasse |

### Gau Neustadt
| Pl. | Verein                       | Sp. | S | U | N | Tore    | Quote | Punkte |
| --- | ---------------------------- | --- | - | - | - | ------- | ----- | ------ |
| 1.  | VfR Neustadt                 | 6   | 4 | 0 | 2 | 013:100 | 1,30  | 08:40  |
| 2.  | Sportfreunde 1919 Neisse (N) | 6   | 3 | 1 | 2 | 016:140 | 1,14  | 07:50  |
| 3.  | SuEV Guts Muths Neustadt I   | 5   | 3 | 0 | 2 | 008:100 | 0,80  | 06:40  |
| 4.  | SC Schlesien Neisse (N)      | 5   | 2 | 0 | 3 | 020:150 | 1,33  | 04:60  |
| 5.  | SV Ziegenhals                | 4   | 0 | 1 | 3 | 004:120 | 0,33  | 01:70  |
| 6.  | FC Reiterregiment Neustadt   | 0   | 0 | 0 | 0 | 000:000 | 1,00  | 0:0    |

| (N) | Aufsteiger aus der Kreisklasse |

### Oberschlesische Bezirksmeisterschaft
| Pl. | Verein                                             | Sp. | S | U | N | Tore    | Quote | Punkte |
| --- | -------------------------------------------------- | --- | - | - | - | ------- | ----- | ------ |
| 1.  | SC Vorwärts Gleiwitz (Sieger Gau Gleiwitz)         | 4   | 3 | 1 | 0 | 016:200 | 8,00  | 07:10  |
| 2.  | Beuthener SuSV 09 (M) (Sieger Gau Beuthen)         | 4   | 2 | 1 | 1 | 011:800 | 1,38  | 05:30  |
| 3.  | SpVgg Ratibor 03 (Sieger Gau Ratibor)              | 4   | 1 | 2 | 1 | 011:600 | 1,83  | 04:40  |
| 4.  | SpVgg 1911 Kreuzburg (Sieger Gau Oppeln)           | 4   | 1 | 1 | 2 | 005:110 | 0,45  | 03:50  |
| 5.  | SuEV Guts Muths Neustadt (Teilnehmer Gau Neustadt) | 4   | 0 | 1 | 3 | 005:210 | 0,24  | 01:70  |

| (M) | Titelverteidiger Bezirk |

## Südostdeutsche Fußballmeisterschaft
Die Endrunde um die südostdeutsche Fußballmeisterschaft wurde in der Saison 1923/24 erneut als Rundenturnier ausgetragen. Qualifiziert waren die Sieger der 5 Bezirksklassen. Die Sportfreunde Breslau wurden zum fünften Mal hintereinander Südostdeutscher Meister und qualifizierten sich somit für die deutsche Fußballmeisterschaft 1923/24.
| Pl. | Verein                                                                                     | Sp. | S | U | N | Tore    | Quote | Punkte |
| --- | ------------------------------------------------------------------------------------------ | --- | - | - | - | ------- | ----- | ------ |
| 1.  | Vereinigte Breslauer Sportfreunde (SOM) (Sieger Bezirk Mittelschlesien & Titelverteidiger) | 4   | 4 | 0 | 0 | 016:600 | 2,67  | 08:0   |
| 2.  | FC Viktoria Forst (Sieger Bezirk Niederlausitz)                                            | 4   | 3 | 0 | 1 | 013:300 | 4,33  | 06:20  |
| 3.  | SC Jauer (Sieger Bezirk Niederschlesien)                                                   | 4   | 1 | 0 | 3 | 007:120 | 0,58  | 02:60  |
| 4.  | SC Vorwärts Gleiwitz (Sieger Bezirk Oberschlesien)                                         | 4   | 1 | 0 | 3 | 010:180 | 0,56  | 02:60  |
| 5.  | Saganer SV (Sieger Bezirk Oberlausitz)                                                     | 4   | 1 | 0 | 3 | 006:130 | 0,46  | 02:60  |

| (SOM) | südostdeutscher Titelverteidiger |